# Gare de Radegast

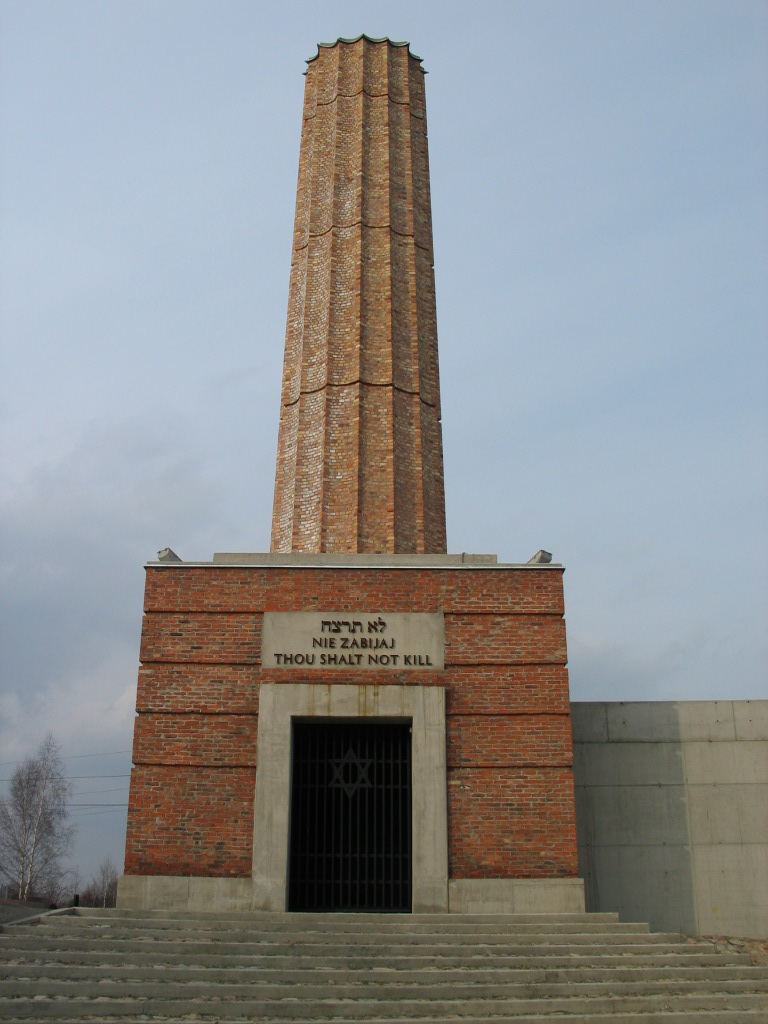
Monument à Radegast.

La gare de Radogoszcz, (allemand : Bahnhof Radegast), est la gare ferroviaire historique de Łódź, en Pologne. Pendant la Seconde Guerre mondiale et la Shoah en Pologne, l'édifice est situé à côté du Ghetto de Łódź — l'un des plus grands ghetto nazi. La gare est construite entre 1926 et 1937.
Du 16 janvier 1942 au 29 août 1944, 200 000 Juifs polonais, autrichiens, allemands, luxembourgeois et tchèques sont déportés via cette gare dans les centres d'extermination de Chełmno et Auschwitz,.
Ce point de rassemblement est comparable en importance avec l'Umschlagplatz du Ghetto de Varsovie. 

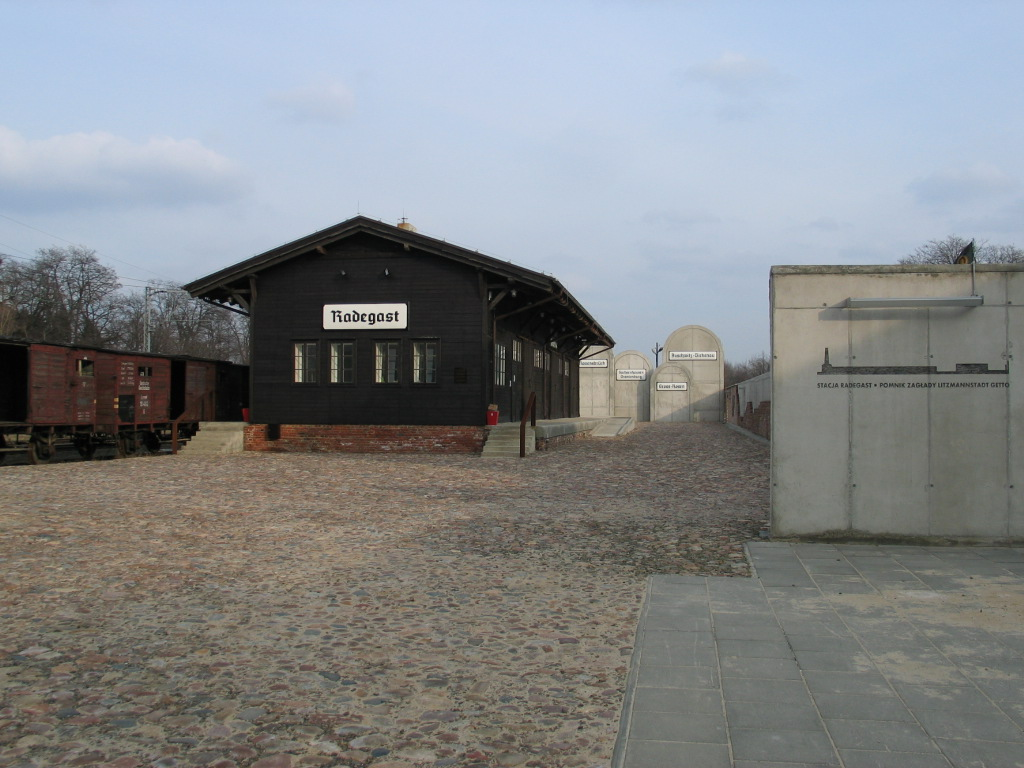
Bâtiment de la gare de Radegast.

## Commémoration
En 2004, dans le cadre de la célébration du soixantième anniversaire de la destruction du Ghetto de Łódź, l'ancienne gare est réhabilitée en un mémorial. Le 28 août 2005, un monument en souvenir des victimes juives passées par la gare est inauguré. L'architecte est Czesław Bielecki, il conçoit le tunnel des déportés long de 140 mètres. 
Le complexe fait partie du Musée de l'Indépendance de Łódź.